# Anordning (Foucault)
 For alternative betydninger, se Anordning. (Se også artikler, som begynder med Anordning) Der er for få eller ingen kildehenvisninger i denne artikel, hvilket er et problem. Du kan hjælpe ved at angive troværdige kilder til de påstande, som fremføres i artiklen.

Anordning (fr. dispositif) er et begreb, som særligt er blevet brugt af den franske tænker Michel Foucault og som henviser til forskelligartede fysiske, administrative og sociale mekanismer og vidensformer, der bearbejder og vedligeholder magtudøvningen i den sociale krop.

## Oversættelser
Det franske dispositif oversættes bl.a. til anordning, apparat, dispositiv, foranstaltning, maskineri, mekanisme, konstruktion, teknik.